# Mitotane
Mitotane of o,p'-DDD is een medicament dat gebruikt wordt bij de behandeling van bijnierschorscarcinoom.
Het is een isomeer van DDD en is een DDT-derivaat.